# Георг II Шенк фон Лимпург
Георг II Шенк фон Лимпург (на немски: Georg II (I) Schenk von Limpurg; * 1438; † 10 май 1475) от фамилията „Шенк фон Лимпург“, е господар на Шпекфелд-Оберзонтхайм.

## Произход
Той е син на Фридрих IV Шенк фон Лимпург (1401 – 1474) и първата му съпруга Сузана фон Тирщайн († 1474), дъщеря на граф Бернхард фон Тирщайн от Зизгау (1389 – 1453) и Ита фон Тогенбург († 1414) или Хенриета фон Бламонт († 1434). Брат е на Вилхелм Шенк фон Лимпург († 10 март 1517, Бамберг). Баща му се жени втори път през 1460 г. за Катарина фон Вертхайм.
Георг II Шенк фон Лимпург е убит на 10 май 1475 г. и е погребан в Комбург.

## Фамилия
Георг II Шенк фон Лимпург се жени през януари 1466 г. за Маргарета фон Хоенберг-Вилдберг († 22 юни 1475), дъщеря на граф Зигмунд фон Хоенберг († пр. 1440/1486) и фрайхерин Урсула фон Рецюнс († 1477). Те имат децата:
- Елизабет Шенк фон Лимпург-Шпекфелд (* 1466; † сл. 1538), омъжена I. 1483 г. за граф Лудвиг IV фон Хелфенщайн (1447 – 1493), II. на 23 ноември 1495 г. за граф Георг I фон Хелфенщайн-Блаубойрен († 1517)
- Фридрих V Шенк фон Лимпург-Шпекфелд (* ок. 1468; † 24 февруари 1521, Вормс), женен за Катарина фон Вертхайм († 3 юни 1499)
- Георг III Шенк фон Лимпург (* 23 януари 1470; † 27 май 1522), княжески епископ на Бамберг (1505 – 1522)
- Лудвиг Шенк фон Лимпург-Шпекфелд (* 23 януари 1472; † 16 октомври 1473)
- Готфрид I Шенк фон Лимпург (* 1 юни 1474; † 9 април 1530), господар на Лимпург, Аделмансфелден, Шпекфелд, Буххорн, женен 1497 г. за графиня Маргарета фон Шлик цу Басано и Вайскирхен († 1538/1539)
- Сузана Шенк фон Лимпург-Шпекфелд (* 1 юни 1475; † 22/23 юни 1475)
- Готрид фон Лимпург-Оберзонтхайм (* 5 юни 1503 – ?)